# Грюнет Мольвіг
Грюнет Мольвіг(23 грудня 1942, Рюгге, Райхскомісаріат Норвегія) — норвезька акторка театру та кіно.

## Вибіркова фільмографія
- Матроси (1964)
- Одного разу у Пхукеті (2011)